# Susquehanna River
Susquehanna er en flod der løber i  det nordøstlige USA. Den har to kildefloder: Den nordlige kommer fra Otsegosøen i nærheden af Cooperstown i delstaten New York, den vestlige har sin kilde i Allegheny-bjergene i Pennsylvania. De to floder løber sammen ved Sunbury i Pennsylvania. Susquehanna munder ud i Chesapeake Bay i Maryland. Den er 715 km lang og har stryg og grunde som umuliggør færdsel med skibe.
Susquehanna er Pennsylvanias største flod, og delstatshovedstaden Harrisburg ligger ved den. Afvandingsområdet er på 71.225 km².